# Domaine de Hakata
Le domaine de Hakata (伯太藩, Hakata-han) est un domaine féodal japonais de l'époque d'Edo situé dans la province d'Izumi. Son quartier général se trouve dans la ville moderne d'Izumi, préfecture d'Osaka.

## Liste des daimyos
- Clan Watanabe (fudai daimyo ; 13 500 koku)

1. Mototsuna
2. Noritsuna
3. Nobutsuna
4. Koretsuna
5. Hidetsuna
6. Harutsuna
7. Noritsuna
8. Kiyotsuna
9. Akitsuna

## Source de la traduction
- (en) Cet article est partiellement ou en totalité issu de l’article de Wikipédia en anglais intitulé « Hakata Domain » (voir la liste des auteurs).